# Campeonato Moldavo de Futebol de 2015-16
O Campeonato Moldavo de Futebol 2015–16, conhecido também como Divizia Naţională, é a 25ª edição da liga de futebol de maior escalão da Moldávia.
O Petrocub Hîncești e o Speranța Nisporeni, que terminaram a Divisão "A" Moldava de 2014–15 em primeiro e segundo respectivamente, também subiram para a liga principal.

## Transmissões televisivas
Na Moldávia, todos os jogos são transmitidos pela TV Moldova 1.

## Participantes
| Clube       | Cidade         | Estádio                       | Lotação | 2014–15 | Treinador           |
| ----------- | -------------- | ----------------------------- | ------- | ------- | ------------------- |
| Academia    | Chișinău       | Stadionul CPSM                | 1,000   | 7º      | Yuriy Hroshev       |
| Petrocub    | Sărata-Galbenă | Stadionul Orăşenesc Hîncești  | 1,500   | A-1º    | Eduard Blănuță      |
| Dacia       | Chișinău       | Stadionul Moldova (Speia)     | 8,550   | 2º      | Veaceslav Semionov  |
| Dinamo-Auto | Tiraspol       | Dinamo-Auto Stadium           | 3,525   | 8º      | Nicolae Mandrîcenco |
| Milsami     | Orhei          | CSR Orhei                     | 2,539   | 1º      | Vladimir Veber      |
| Zaria       | Bălţi          | Olimpia Bălți Stadium         | 5,953   | 9º      | Serhiy Zaytsev      |
| Saxan       | Ceadîr-Lunga   | Ceadîr-Lunga Stadium          | 2,000   | 5º      | Nicolae Panu        |
| Sheriff     | Tiraspol       | Sheriff Stadium               | 13,460  | 3º      | Zoran Vulić         |
| Speranta    | Nisporeni      | Stadionul Orăşenesc Nisporeni | 8,000   | A-2º    | Cristian Efros      |
| Zimbru      | Chișinău       | Zimbru Stadium                | 10,600  | 6º      | Veaceslav Rusnac    |

## Tabela classificativa
Atualizado em 2 de janeiro de 2016

Fonte: Divizia Nationala: Scores & Results 

## Estatísticas
| Pos. | Jogador         | Equipe               | Gols |
| ---- | --------------- | -------------------- | ---- |
| 1    | Danijel Subotić | Sheriff Tiraspol     | 8    |
| 2    | Rui Miguel      | Zimbru Chișinău      | 6    |
| 2    | Ricardinho      | Sheriff Tiraspol     | 6    |
| 4    | Gheorghe Boghiu | Zaria Bălți          | 5    |
| 4    | Andrei Bugneac  | Dinamo-Auto Tiraspol | 5    |
| 4    | Sergiu Istrati  | Saxan Ceadîr-Lunga   | 5    |

| Pos. | Jogador          | Equipe           | Assis. |
| ---- | ---------------- | ---------------- | ------ |
| 1    | Eugeniu Cociuc   | Dacia Chișinău   | 5      |
| 2    | Cristian Bud     | Milsami Orhei    | 4      |
| 2    | Benjamin Balima  | Sheriff Tiraspol | 4      |
| 4    | Petru Leucă      | Dacia Chișinău   | 3      |
| 4    | Alexandru Vremea | Zimbru Chișinău  | 3      |
| 4    | Artur Pătraș     | Milsami Orhei    | 3      |

### Hat-tricks
| Jogador    | Para              | Contra          | Resultado | Data                   |
| ---------- | ----------------- | --------------- | --------- | ---------------------- |
| Rui Miguel | Academia Chișinău | Zimbru Chișinău | 1-5       | 18 de setembro de 2015 |

5 Jogador marcou cinco gols

4 Jogador marcou quatro gols